# 約翰·杜里圖
約翰·杜里圖（John Doolittle；1950年10月30日—）是美国的一位政治人物。在1991年至2009年期間，他是加利福尼亞州第四國會選區選出的聯邦眾議員。他的黨籍是共和黨。在第109屆國會時，他是共和黨在眾議院的副黨鞭。